# Essener Verkehrs-AG
Die Essener Verkehrs-AG, kurz EVAG, war das Nahverkehrsunternehmen der Stadt Essen, das seine Linien im Verkehrsverbund Rhein-Ruhr (VRR) betrieb. Sie fusionierte mit Stichtag 1. September 2017 mit der Mülheimer VerkehrsGesellschaft (MVG), die auch der Via Verkehrsgesellschaft zugeordnet wurde, zur Ruhrbahn.
Die EVAG beschäftigte 2011 rund 1900 Mitarbeiter, davon waren 69 Auszubildende. Alle nach 2006 beschafften Fahrzeuge wurden durch die Fahrbetriebsgesellschaft meoline GmbH der Städte Essen und Mülheim an der Ruhr beschafft und 2010 durch die EVAG übernommen.
Ab dem 1. Juli 2010 wurden wesentliche Teile der Geschäftstätigkeit in das Tochterunternehmen Via Verkehrsgesellschaft mbH überführt.
Als weitere Maßnahme zur Kostensenkung wurde die Kooperation spurwerk.nrw gegründet, in der, deutschlandweit einmalig, neun Stadtbahnunternehmen zusammenarbeiten. Durch die Kooperation sollen bei der Anschaffung und dem Ausbau der Infrastruktur Kosten gespart werden, beispielsweise durch Sammelbestellungen.

## Geschichte

### Anfänge
Die Geschichte des Personennahverkehrs in Essen begann im Jahr 1847 mit dem Bau der Stammstrecke der Köln-Mindener Eisenbahn-Gesellschaft durch Altenessen. 15 Jahre später wurde die Ruhrgebietsstrecke der Bergisch-Märkischen Eisenbahn-Gesellschaft gebaut. Zu dieser Zeit wurde der Verkehr der damals noch unabhängigen Gemeinden durch die Pferdeomnibusse des Unternehmers van Eupen bewältigt. Zweimal täglich verkehrten zwischen Essen und den Gemeinden Bottrop, Frintrop, Horst, Katernberg, Oberhausen, Steele und Stoppenberg diese Pferdeomnibusse. Da diese aber den zunehmenden Verkehr immer weniger bewältigen konnten, wurden Überlegungen angestellt, eine Pferdebahn einzurichten. In den Jahren 1878 und 1879 wurde hierzu eine Untersuchung durchgeführt. In den darauffolgenden zwölf Jahren bewarben sich verschiedene Unternehmen bei der Stadt Essen um den Bau einer Pferde- oder Dampfbahn. Auch die Firma Siemens kam für eine elektrische Straßenbahn ins Spiel. Diese Unternehmer scheiterten entweder am mangelnden Kapital oder weil einflussreiche Persönlichkeiten meinten, dies sei nichts für die kleine Stadt Essen.
Am 4. und am 30. September 1889 war es endlich soweit: Das Konsortium Bank für Handel und Industrie und Herrmann Bachstein erhielt die Konzession für den Bau und Betrieb einer Dampfstraßenbahn von Essen nach Altenessen, Borbeck und Rüttenscheid. Der Bau ließ allerdings noch zwei Jahre auf sich warten, weil das Konsortium die aufkommende Technik der elektrischen Straßenbahnen nutzen wollte. Am 23. August 1893 wurden die ersten Strecken vom heutigen Hauptbahnhof bis zum Bahnhof in Altenessen und über Altendorf nach Borbeck in Betrieb genommen.

### Die SEG-Zeit bis zum Ersten Weltkrieg
Im Jahre 1895 wurde die Süddeutsche Eisenbahn-Gesellschaft AG (SEG) gegründet, in die Herrmann Bachstein auch die Essener Straßenbahn einbrachte. Aus diesem Unternehmen ging im Jahr 1954 als Rechtsnachfolger die heutige EVAG hervor. Die SEG mit Sitz in Darmstadt betrieb neben den Straßenbahnstrecken in Essen auch schmalspurige Straßen- und Vorortbahnen in Darmstadt, Mainz, Wiesbaden und Karlsruhe sowie insgesamt elf normalspurige und zwei schmalspurige Nebenbahnen in Rheinland-Pfalz, Hessen, Thüringen und Baden, die teilweise auch von der SEG selbst gebaut bzw. erweitert wurden.
Nach der Eingliederung der Essener Straßenbahn begann die SEG das Straßenbahnnetz der Region zügig zu erweitern. Aufgrund des schlechten Verhältnisses zwischen der Stadt und der SEG kam es in den folgenden Jahren nur zögerlich zum zweigleisigen Ausbau etlicher Streckenabschnitte. Gleichzeitig führte die Stadt Verhandlungen mit der SEG zur Übernahme des Straßenbahnnetzes. In diese Verhandlungen mischten sich zudem die Großindustriellen Hugo Stinnes und August Thyssen ein, die ebenfalls Interesse am Erwerb des Unternehmens bekundeten. Ende 1907 betrieb die SEG insgesamt 10 Linien.
Nach dem Tod von Herrmann Bachstein 1908 übernahm Hugo Stinnes die SEG mit dem Ziel, über die von ihm kontrollierte RWE (Rheinisch-Westfälische Elektrizitätswerk AG) die elektrischen Straßenbahnen des Ruhrgebiets und anderer Großstädte sowie damit verbunden die gesamte westdeutsche Stromversorgung in die Hand zu bekommen. Im Jahre 1909 wurde die Rheinisch-Westfälische Bahn-GmbH (RWB) gegründet, die zahlreiche Straßenbahnbetriebe des Ruhrgebietes zusammenfasste und an der die Stadt Essen mit 48 %, der Kreis Essen mit 27 % sowie das Rheinisch-Westfälische Elektrizitätswerk (RWE) mit 25 % beteiligt waren. Die RWB übernahm als Holdinggesellschaft die SEG-Aktienmehrheit und Hugo Stinnes wurde bis zu seinem Tod 1924 Aufsichtsratsvorsitzer der SEG.

### Zwischen den Weltkriegen

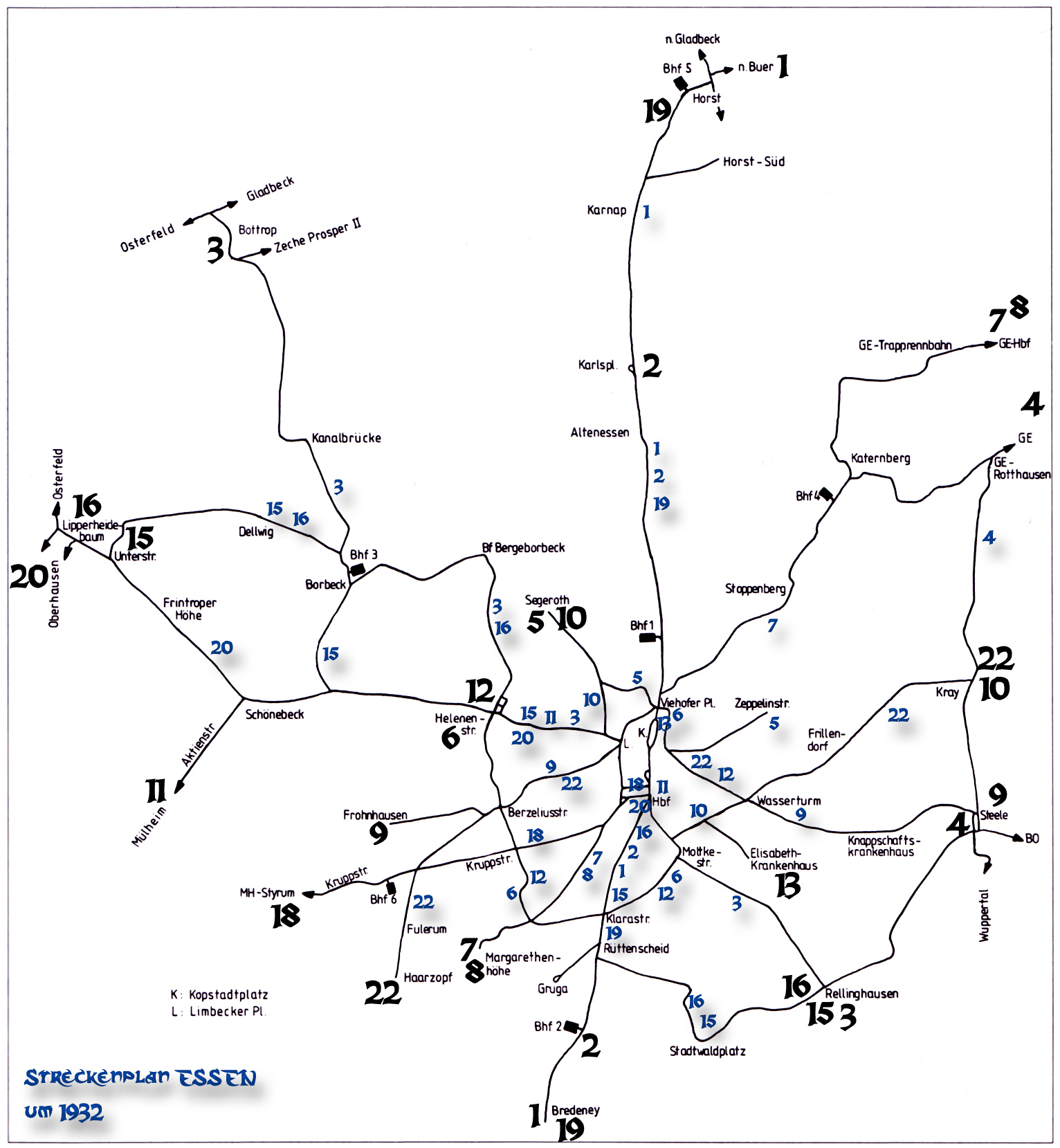
Liniennetz Essen um 1932

Im Jahr 1925 richtete die SEG in Essen die ersten Buslinien zur Ergänzung des Straßenbahnnetzes ein. Die erste Strecke wurde ab dem 11. Juli zwischen dem Hauptbahnhof und Heisingen befahren.
Zu Beginn der 30er Jahre betrieb die SEG insgesamt 18 Linien in und um Essen; mehrere davon im Gemeinschaftsverkehr mit der Bochum-Gelsenkirchener Straßenbahnen AG, den Mülheimer Straßenbahnen und den Vestischen Kleinbahnen. Zwischen dem 15. April 1924 und dem 15. Februar 1928 gab es auch eine Linie der Bergischen Kleinbahn von Elberfeld (heute zu Wuppertal) über den eigenen Streckenendpunkt in Steele hinaus bis zum Steeler Tor. Im Jahr 1938 beförderten 20 Straßenbahnlinien und 14 Omnibuslinien 83,5 Mio. Personen.

### Zweiter Weltkrieg
In den ersten Monaten des Zweiten Weltkrieges kam es zur Unterbrechung des Gemeinschaftsverkehrs. Nachdem der Gemeinschaftsbetrieb 1940 wieder aufgenommen worden war, trat am 1. April 1940 der Kriegsfahrplan in Kraft.

### Nach dem Zweiten Weltkrieg
Die SEG hatte durch den Krieg insgesamt 92 % der Fahrzeuge, 90 % der Oberleitungen, 81 % der Gleisanlagen und 45 % der Betriebsgebäude verloren. Nach Kriegsende setzte die britische Besatzungsmacht den späteren Bundespräsidenten Gustav Heinemann zum Bürgermeister von Essen ein, der in dieser Funktion von 1945 bis 1949 Aufsichtsratsvorsitzender der SEG wurde und bis 1952 Mitglied des SEG-Aufsichtsrates blieb.
Ab dem 25. April 1945 nahm man unter der britischen Besatzung nach und nach wieder das Streckennetz in Betrieb. Ende 1950 konnte der Wiederaufbau als abgeschlossen angesehen werden. In diese Zeit fiel auch das erste Kapitel des Oberleitungsbusbetriebes der Stadt Essen. Am 8. Mai 1949 wurde zwischen Stadtwald und Heisingen eine O-Bus-Strecke in Betrieb genommen. Da die Strecke keinen eigenen Betriebshof hatte, mussten die Busse zu Beginn und am Ende des Fahrbetriebes durch Omnibusse in das Depot geschleppt werden. Die geplanten Verlängerungen von Bredeney nach Heidhausen und Werden wurden, zum Teil durch den Widerstand der Bahn bedingt, nicht realisiert. So wurde der Betrieb am 23. November 1957 wieder eingestellt.

### Ende der SEG
Im Jahre 1954 kam das Ende der SEG. Sämtliche anderen Straßen- und Vorortbahnen hatte die SEG zum Teil schon vor längerer Zeit abgestoßen. Nach der Enteignung und Verstaatlichung der Nebenbahnen in Thüringen 1949 hatte die SEG auf die Verlängerungen der zwischen 1952 und 1954 ablaufenden Konzessionen aller ihrer Nebenbahnstrecken in Rheinland-Pfalz, Hessen und Baden verzichtet, um die defizitären Strecken nicht weiter betreiben und auf Kosten der Essener Straßenbahn finanzieren zu müssen. So beschloss die Hauptversammlung der SEG die Umfirmierung in Essener Verkehrs-AG (EVAG) zum 29. September 1954, da die Essener Straßenbahn der einzig verbleibende Unternehmensteil war.

### Übernahmen und Konsolidierung
Ebenfalls 1954 erfolgte die Übernahme der seit 1933 existierenden Verkehrsgesellschaft Baldeney mbH durch die EVAG.
Ab 1955 kam es vermehrt zu Streckenstilllegungen, denen zumeist die nicht auf die Innenstadt ausgerichteten Linien des Netzes zum Opfer fielen. Im Jahr 1956 gab es mit 155 Mio. beförderten Personen einen Höhepunkt bei den Fahrgastzahlen. Aufgrund des zunehmenden Individualverkehrs stiegen die Zahlen danach nicht mehr und lagen in den 1970ern bei nunmehr 100 Mio. Personen. In den 1960er Jahren wurden dann sukzessive die Schaffner eingespart und die Fahrgast-Selbstbedienung eingeführt.
Seit 1965 betrieb die EVAG die Grugabahn. 1967 wurde das erste Tunnelstück des Stadtbahnnetzes eröffnet, und Reisebusse für Stadtrundfahrten wurden angeschafft.

### Ab den 1970er Jahren

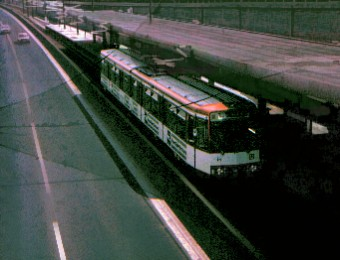
Essener Stadtbahn, U-Bahnhof Hobeisenbrücke (1978)

In den 1970er Jahren wurde im Rahmen der Stadtbahn Rhein-Ruhr mit dem Bau unterirdischer Strecken und die Umstellung auf Normalspur begonnen. So wurde auf weiteren Strecken der Straßenbahnbetrieb eingestellt. Geplant waren 30 Kilometer Tunnel, eine Totalumstellung der nutzbaren Bahnlinien auf Normalspur und das endgültige Aus für die Straßenbahn. Aufgrund von Finanzierungsschwierigkeiten kam es jedoch immer wieder zu Kürzungen des geplanten Ausbaus, so dass zwar etliche Straßenbahnstrecken eingestellt und abgebaut, aber nicht durch die Stadtbahn, sondern durch den Omnibus ersetzt wurden. Bis 1993 waren drei Linien auf Normalspur umgestellt und noch neun Meterspur-Linien in Betrieb (101, 103, 104, 105, 106, 107, 109, 115, 127). Ein weiterer Ausbau der ursprünglich geplanten Strecken kam danach nur noch schleppend voran. Man stellte sich bis auf weiteres auf den Betrieb beider Spurweiten ein. Das vorerst letzte Teilstück des Stadtbahnausbaus war der 2002 eröffnete zweite Teil der Nordstrecke von Altenessen bis zur ersten Station auf Gelsenkirchener Stadtgebiet. 2004 wurde der letzte Abschnitt der U 17, der heutigen U 11, bis Gelsenkirchen-Horst fertiggestellt.

## Spurbus und Duo-Bus
In den 1980er Jahren wurde der sogenannte Spurbus- bzw. Duo-Bus-Betrieb in Essen aufgenommen. Zunächst wurde hierzu eine erste 1,3 Kilometer lange Teststrecke in Fulerum eingerichtet, sie ging am 28. September 1980 in Betrieb. Im Mai 1983 folgte eine 1,0 Kilometer lange elektrifizierte Spurbus-Strecke zwischen Stadtwaldplatz und Wittenbergstraße, hierfür standen anfangs zwei Gelenk-Duo-Busse zur Verfügung, ein Mercedes-Benz O 305 GTD und ein MAN SG 240 H Duo. Außerdem existierte im Betriebshof Stadtmitte eine kurze elektrifizierte Ringstrecke für Probefahrten.
Später erweiterte man das Pilotprojekt zu einem Großversuch, zu diesem Zwecke wurde die Straßenbahnstrecke nach Kray 1985 stillgelegt und stattdessen mit Fahrspuren für den Busbetrieb ausgerüstet. Ferner wurde ab März 1987 auch die 1,1 Kilometer lange Häuserblockschleife in Kray elektrisch befahren. Für den erweiterten Versuchsbetrieb beschaffte man 18 weitere Duo-Busse, diesmal vom Typ Mercedes-Benz O 405 GTD.
1991 wurde schließlich auch der Stadtbahntunnel von der Volkshochschule über den Porscheplatz zum Berliner Platz in den Spurbus-Betrieb integriert. Im Bereich der Tunnelstrecke nutzte der Duo-Bus Oberleitungen, die neben der Fahrleitung der Straßenbahn verlegt wurden, und fuhr elektrisch. Die Hochflur-Fahrzeuge hatten auf beiden Seiten Türen, um einen Ausstieg auf die Mittelbahnsteige zu ermöglichen. Auf den vormaligen Straßenbahnstrecken auf der Humboldtstraße, zwischen Walpurgisstraße und Stadtwaldplatz und vom Wasserturm in Huttrop nach Kray-Nord, wurden die Gleise durch Beton-Fertigteile für die Spurführungsrollen der Busse ersetzt. In diesen Abschnitten fuhr der Bus spurgeführt, mit Dieselmotor – auf den restlichen Abschnitten der Linie wie ein normaler Omnibus.
Der Duo-Bus gehört in Essen mittlerweile der Vergangenheit an. Durch die technisch nicht ausgereiften Fahrzeuge kam es auf dem Fahrweg im Tunnel (der genaugenommen nur aus aneinandergelegten Eichenbohlen bestand) und beim Wechsel von Diesel- auf Elektroantrieb häufig zu Pannen (oder der Elektroantrieb funktionierte nicht durchgängig, so dass die Busse teilweise mit Dieselmotor im Tunnel fahren mussten), die den gesamten Ost-West-Tunnel blockierten. Das Duo-Bus-Experiment wurde beendet. Jedoch fahren bis heute die Linien 145 und 147 an der Oberfläche parallel zum Tunnel. Die Duo-Busse wurden nach der Neuaufnahme des U-Bahn-Verkehrs auf dem Südast der U17 (siehe Stadtbahn), wo sie im Schienenersatzverkehr eingesetzt wurden, ausgemustert. In den Tunnels (außerhalb der Bahnhöfe), an den Rampen Krupp-Hauptverwaltung und Hollestr. sind teilweise noch die Holzteile vorhanden, auf denen der Spurbus verkehrte.
Allerdings war der Spurbusbetrieb damit nicht beendet. Die Buslinien 145, 146 und 147, die bis 2004 unter CE45, CE46 sowie CE47 als CityExpress-Linien geführt wurden, sowie die Linie 142, befuhren weiterhin die separaten oberirdischen Abschnitte.
Bereits Ende Oktober 2008 begann die vorzeitige Lieferung von neuen Spurbusfahrzeugen. Insgesamt wurden 47 Busse (31 Gelenkwagen und 16 Solowagen) bestellt, die ab Anfang 2009 die älteren Spurbusse nach und nach ersetzten. Die neuen Spurbusse waren damals die modernsten Fahrzeuge im Fuhrpark der EVAG und sollten erstmals über eine Fahrerschutzeinrichtung (Plexiglasscheibe zwischen Fahrerzelle und Gang mit Durchreiche für den Barverkauf) verfügen, die die Busfahrer vor Übergriffen gewalttätiger Fahrgäste schützen sollte. Da diesen Scheiben jedoch eine serienmäßige Entspiegelung fehlte, wurde sie nach kurzem Einsatz wieder demontiert und entspiegelte Scheiben eingesetzt.
Im Zusammenhang mit dieser Busbeschaffung wurde die Spurbusstrecke in Frohnhausen und Fulerum aufgegeben, da eine Anpassung der Infrastruktur für die neuen Spurbusse (diese sind 5 cm breiter als die Altfahrzeuge) zu kostspielig und durch den geringen Verkehrswert der Strecke nicht gerechtfertigt war. Die verbliebenen Strecken in Kray und Stadtwald wurden für den Einsatz der neuen Fahrzeuge angepasst.
Die Strecke in Stadtwald wurde 2016 ebenfalls stillgelegt.
Der Vollständigkeit halber sei erwähnt, dass im Jahr 2020 durch den Nachfolgebetrieb Ruhrbahn 20 neue Gelenkbusse vom Typ Mercedes-Benz C2 G Hybrid mit Spurführungsrollen beschafft wurden, die die Vorgänger komplett ersetzten; Solobusse für die Spurbusstrecke gibt es seitdem nicht mehr. Der Beschaffung der Neufahrzeuge war eine längere Diskussion über die Einstellung der letzten verbliebenen Strecke im Verlauf der Linie 146 zwischen Wasserturm und Kray zwischen den Fahrbahnen der A40 vorausgegangen. Mangels alternativer Lösungen hat man sich letztlich für die Fortführung der Strecke ausgesprochen.

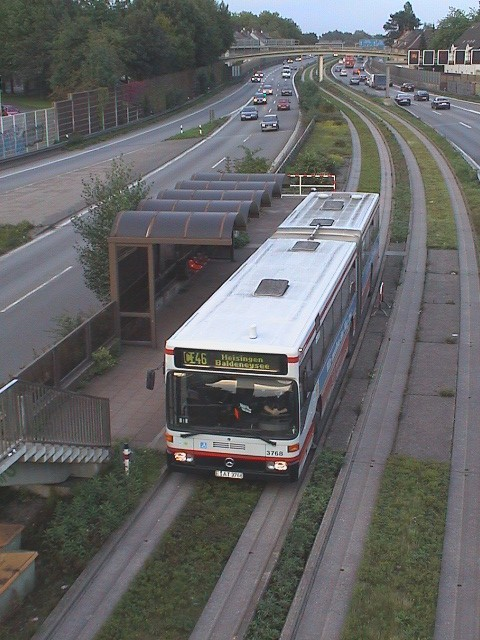
Ein älterer Spurbus auf der Spurbusstrecke inmitten der A40 – Haltestelle Feldhaushof
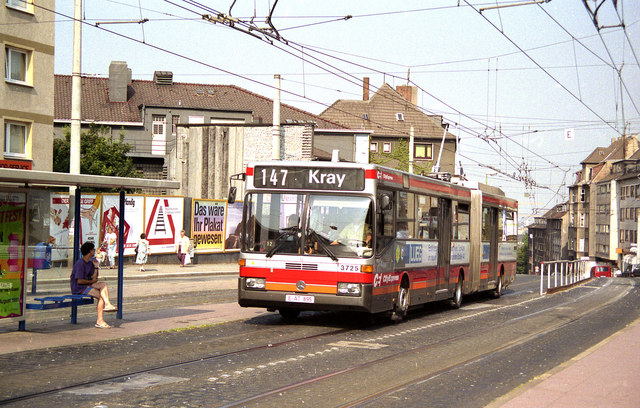
1991: Duo-Bus an der Haltestelle Wasserturm
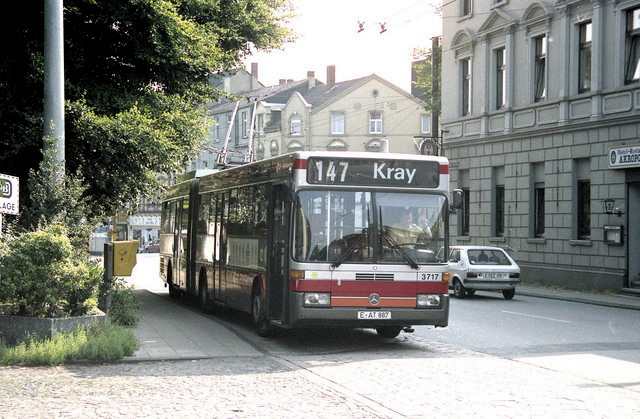
1991: Duo-Bus in Kray
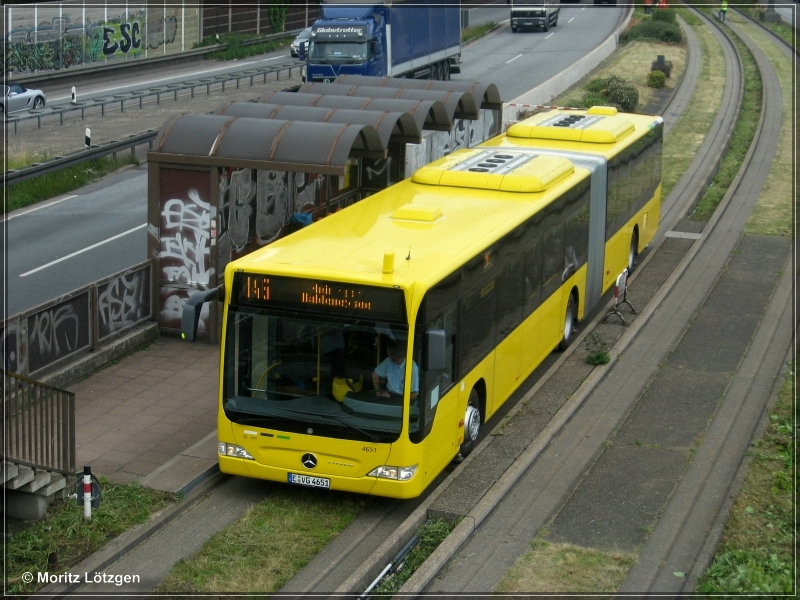
Spurbus auf der Spurbusstrecke inmitten der A40 – Haltestelle Feldhaushof

## Linien und Linienwege

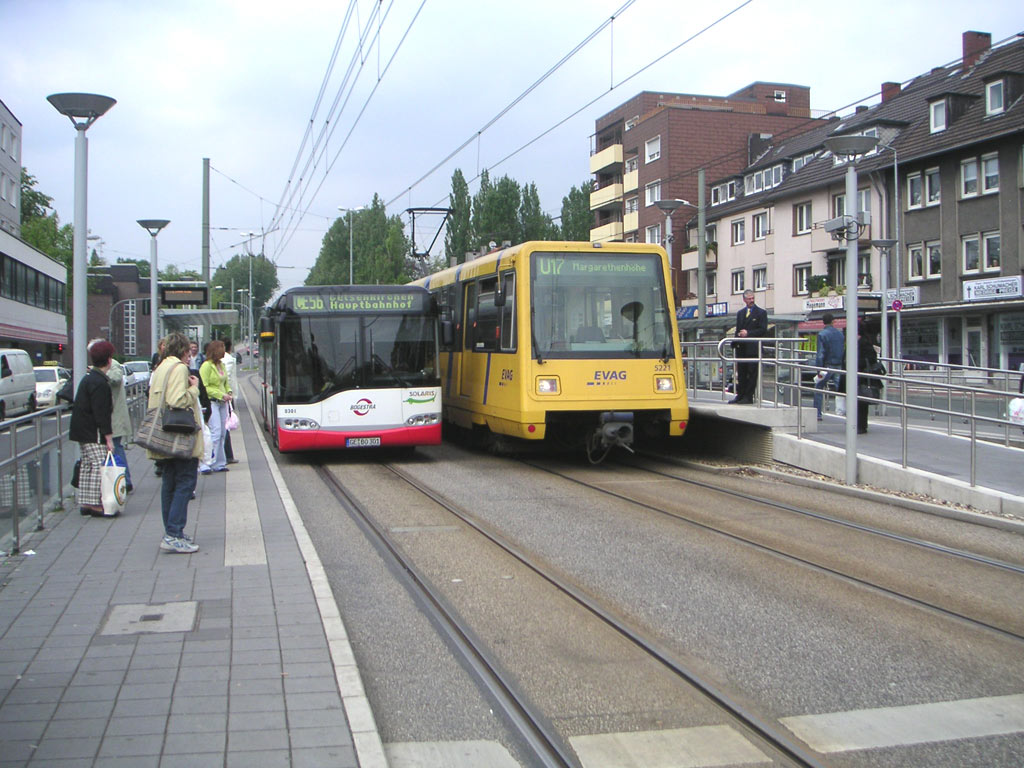
Solaris-Bus vom Typ Urbino 12 der BOGESTRA der Linie CE56 Richtung GE-Hbf trifft Stadtbahn der Linie U17 der EVAG Richtung Margarethenhöhe an der Gelsenkirchener Haltestelle Buerer Straße

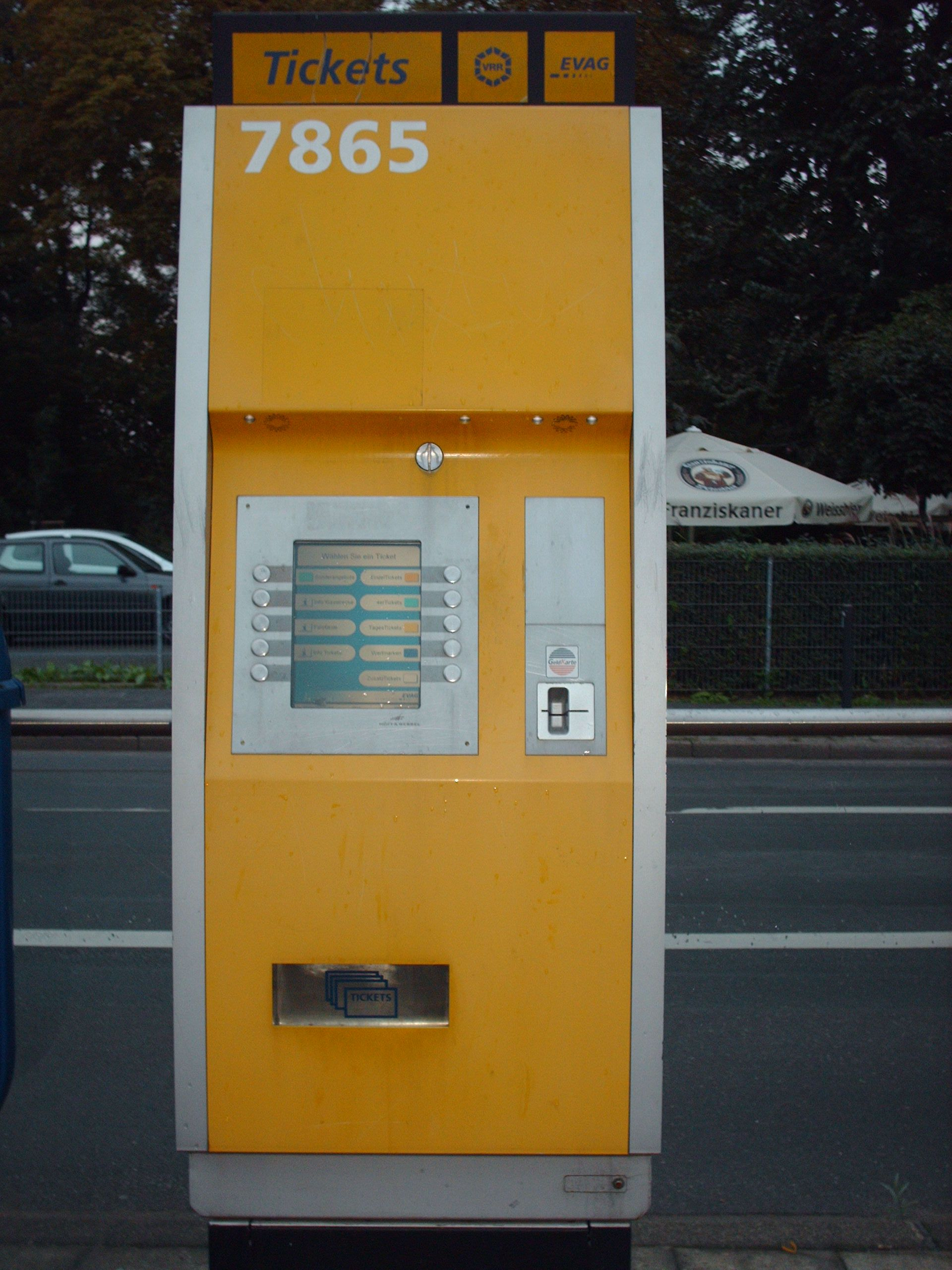
Fahrkartenautomat der EVAG

Auflistung der von der bzw. im Auftrag der Essener Verkehrs-AG befahrenen U-Bahn-/Stadtbahn-/Straßenbahn-/Bus- und Nachtexpresslinien: Stand 31. August 2017 (Es ist bitte zu beachten, dass diese Seite nicht mehr aktuell ist, da das Verkehrsunternehmen wie schon gesagt aufgelöst wurde.)
Die Essener Verkehrs-AG unterscheidet in ihrem Betrieb zwischen dem Tag- und dem Nachtnetz, die sich nach den großen Angebotskürzungen ab 2000 und der Ausweitung des Nachtexpress-Angebots zunehmend komplementär entwickelten.
Das Tagnetz besteht aus U-Bahn-, Straßenbahn-, Bus- und Schnellbus-(SB)-Linien.
- montags – freitags: 4:30 – 23:00 Uhr
- samstags: 7:00 – 23:00 Uhr
- sonn- und feiertags: 8:00 – 23:00 Uhr

Das Nachtnetz besteht aus den Nachtexpresslinien und den Taxibussen.
- montags-freitags: 23:30 – 1:30 Uhr
- Nächte freitags auf samstags: 23:30 – 6:30 Uhr
- Nächte samstags auf sonntags: 23:30 – 7:30 Uhr

Orte im Linienweg in Klammern bedeuten, dass der betreffende Abschnitt nur zeitweise (z. B. nur in der Hauptverkehrszeit) oder in einem erweiterten Takt befahren wird.
Die Taktfolgen sind in Minuten hinter dem Linienweg angegeben – für die Hauptverkehrszeit montags bis freitags von 6 bis 19 Uhr sowie für die Nebenverkehrszeit samstags und sonntags. In der Schwachverkehrszeit (täglich ab ca. 21 Uhr) gilt auf allen Linien ein einheitlicher 30-Minuten-Takt, auf einigen peripheren Buslinien auch ein 60-Minuten-Takt.

### Schienennetz

#### U-Stadtbahnlinien (nur Tagnetz)
| Linie  | Linienweg | Takt mo–fr | Takt sa | Takt so | Bemerkung                                                                             |
| U 11 1 | GE-Horst, Buerer Straße – Schloss Horst – GE-Horst, Fischerstraße – E-Karnap, Alte Landstraße – Boyer Straße – E-Karnap, Arenbergstraße – E-Altenessen, Heßlerstraße – II. Schichtstraße – U Karlsplatz – U Altenessen Mitte – U Kaiser-Wilhelm-Park – U Altenessen Bf – U Bäuminghausstraße – U Bamlerstraße – U Universität Essen – U Berliner Platz – U Hirschlandplatz – U Essen Hbf – U Philharmonie – U Rüttenscheider Stern – U Martinstraße – U Messe Ost/Gruga – Essen, Messe West/Süd/Gruga | 10/15/30   | 15      | 15      | gemeinsame Linie der EVAG/Bogestra (Fahrzeugbereitstellung ausschließlich durch EVAG) |
| U 17   | E-Altenessen, U Karlsplatz – U Altenessen Mitte – U Kaiser-Wilhelm-Park – U Altenessen Bf – U Bäuminghausstraße – U Bamlerstraße – U Universität Essen – U Berliner Platz – U Hirschlandplatz – U Essen Hbf – U Bismarckplatz – U Planckstraße – Gemarkenplatz – Holsterhauser Platz (Klinikum) – Halbe Höhe – Laubenweg – E-Margarethenhöhe | 10/15/30   | 15      | 15      |                                                                                       |
| U 18   | Essen, U Berliner Platz – U Hirschlandplatz – U Essen Hbf – U Bismarckplatz – Savignystraße/ETEC – Hobeisenbrücke – E-Frohnhausen, Wickenburgstraße – Mülheim (Ruhr), Rhein-Ruhr-Zentrum – Rosendeller Straße – U Eichbaum – U Heißen Kirche – U Mühlenfeld – U Christianstraße – U Gracht – U Von-Bock-Straße – U Mülheim (Ruhr) Hbf | 10/15/30   | 15      | 15      | gemeinsame Linie der EVAG/MVG                                                         |

#### Straßenbahnlinien (nur Tagnetz)

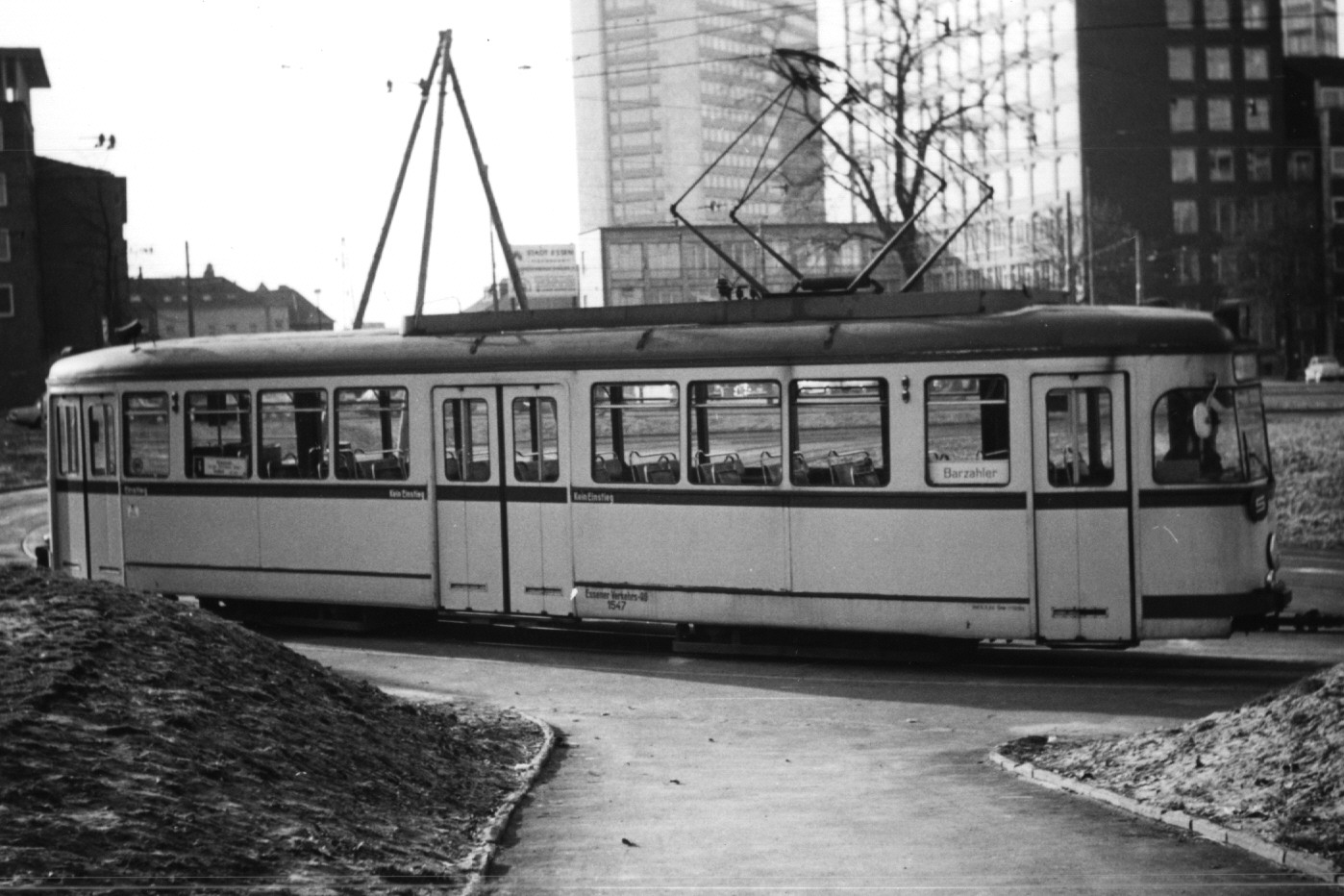
Tw 1547 an der damaligen Endhaltestelle der Linie 6 in der Rolandstraße 1968

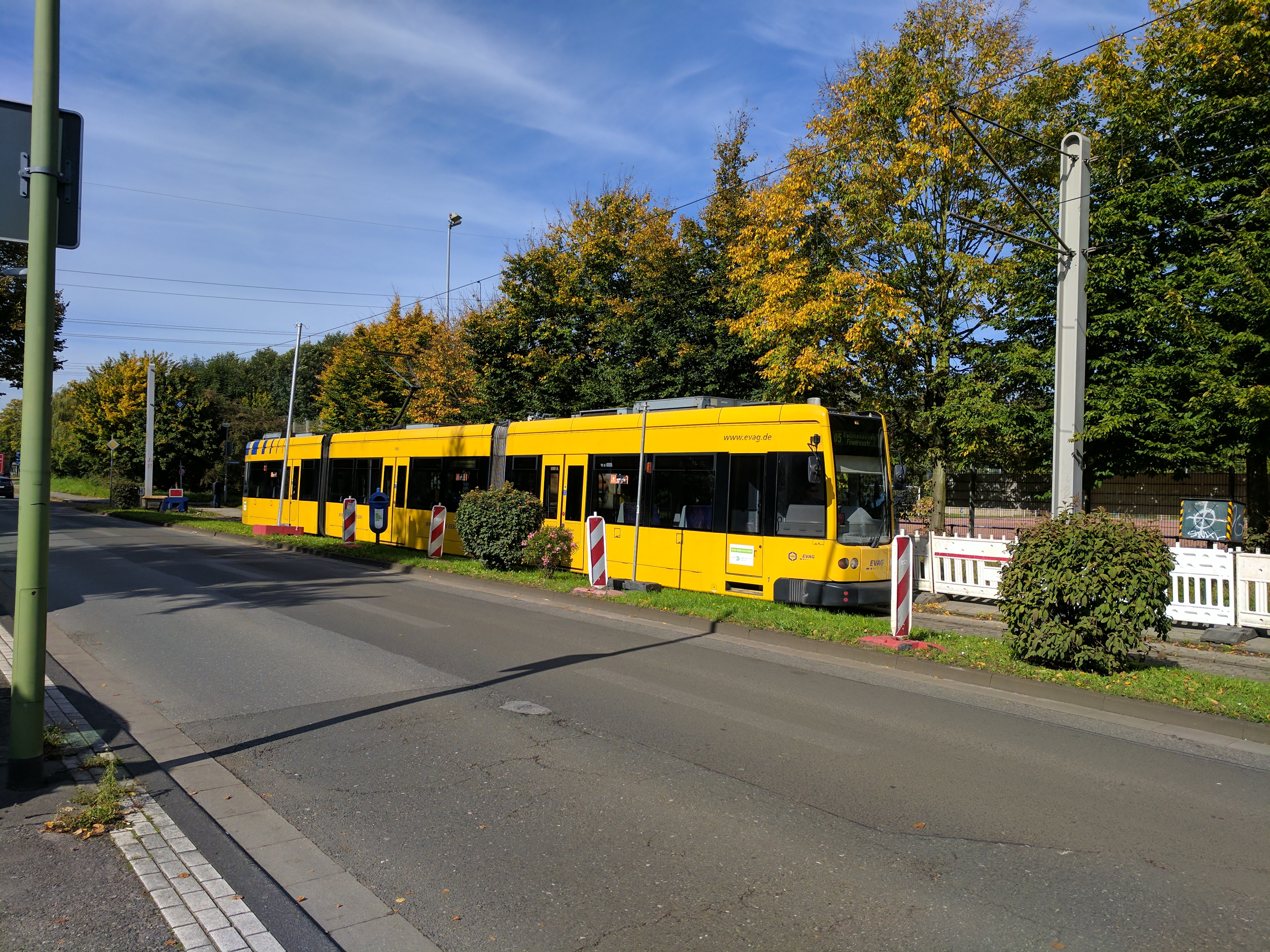
Tw 1505 auf der Linie 105 in Essen-Frintrop im Oktober 2017

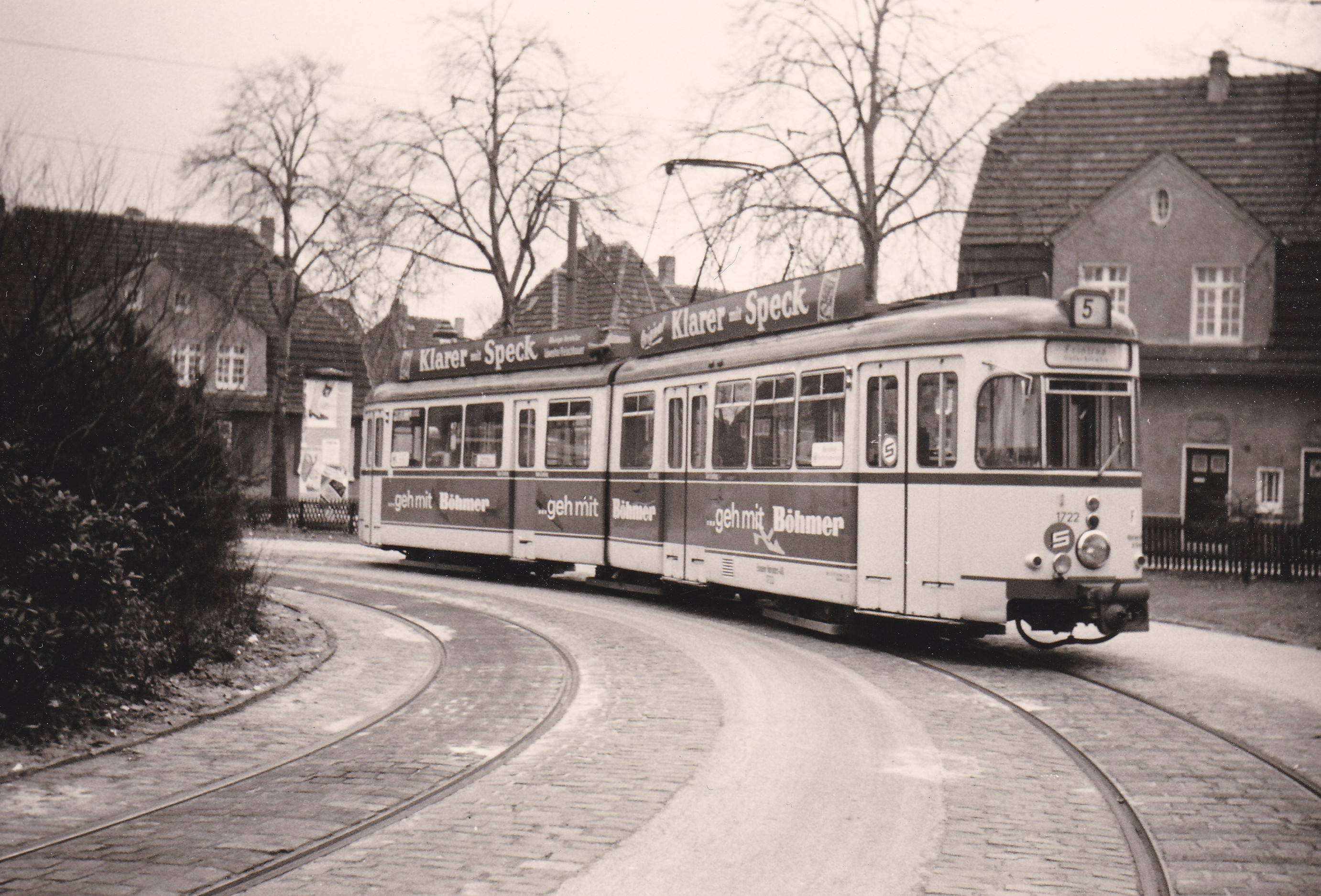
1968: Tw 1722 auf der Linie 105 (damals Linie 5) am anderen Ende der Strecke – Finefraustraße in Rellinghausen

taktverstärke Linienabschnitte in Fettdruck, Linienabschnitte mit geringerem Takt in Kursivschrift
| Linie   | Linienweg | Takt mo–fr | Takt sa. | Takt so. | Bemerkung |
| 101 106 | Borbeck Germaniaplatz – Bergeborbeck Bf – Helenenstraße – U Berliner Platz – U Rheinischer Platz – U Rathaus Essen – U Essen Hbf – Rüttenscheider Stern – Holsterhauser Platz – Hobeisenbrücke – Frohnhausen, Alfred-Krupp-Schule – Essen West – Helenenstraße Die Linie 101 verkehrt Borbeck → Helenenstraße → Hauptbahnhof → Rüttenscheid → Helenenstraße Die Linie 106 verkehrt Helenenstraße → Rüttenscheid → Hauptbahnhof → Helenenstraße → Borbeck | 10/15      | 15       | 15       | |
| 103     | Dellwig Wertstraße – Essen-Dellwig Bf – Gerschede – Borbeck Germaniaplatz – Borbeck Bf – Schloss Borbeck – Borbeck Süd Bf – Helenenstraße – U Berliner Platz – U Rheinischer Platz – U Rathaus Essen – U Essen Hbf (nur abends sowie am Wochenende) / (Hollestraße – Huttrop – Steele ) | 10/15      | 15       | 30/15    | in der HVZ über Hollestr. nach Steele, in der NVZ nur bis Hollestr. und in der SVZ ab Rathaus Essen nach Essen Hbf                                                 |
| 104     | Essen Abzweig Aktienstraße – Winkhausen – Aktienstraße – Mülheim Stadtmitte – Mülheim Kaiserplatz (zeitweise) / Wasserstraße – Max-Planck-Institute – Oppspring – Hauptfriedhof | 15/30      | 15/30    | 30       | gemeinsame Linie der EVAG/MVG |
| 105     | Naturlinie 105: Frintrop Unterstraße (Stadtgrenze Oberhausen) – Bedingrade – Abzweig Aktienstraße – Borbeck Süd Bf – Helenenstraße – U Berliner Platz – U Rheinischer Platz – U Rathaus Essen – U Essen Hbf – Essen Süd – Bergerhausen – Rellinghausen Finefraustraße | 10/15      | 15       | 30/15    | |
| 107     | Kulturlinie 107: U Gelsenkirchen Hbf – U Heinrich-König-Platz – Gelsenkirchen Musiktheater – Gelsenkirchen-Feldmark – Essen-Katernberg – Zollverein Nord Bf – Abzw. Katernberg – Zollverein – Stoppenberg – U Viehofer Platz – U Rathaus Essen – U Essen Hbf (– U Philharmonie – U Rüttenscheider Stern – Rüttenscheid U Martinstraße – U Florastraße – Bredeney) nach Bredeney nur in der HVZ, diese Fahrten enden/beginnen am Abzweig Katernberg       | 10/15      | 30/15    | 30/15    | gemeinsame Linie der EVAG/Bogestra (Fahrzeugbereitstellung fast ausschließlich durch EVAG) In der HVZ Verstärkerfahrten Katernberg–Bredeney, ansonsten nur bis Hbf |
| 108     | Altenessen Bf – U Viehofer Platz – U Rathaus Essen – U Essen Hbf – U Philharmonie – U Rüttenscheider Stern – Rüttenscheid U Martinstraße – U Florastraße – Bredeney | 10/15      | 15       | 15       | |
| 109     | Frohnhausen Breilsort – Alfred-Krupp-Schule – Berthold-Beitz-Boulevard – U Berliner Platz – U Rheinischer Platz – U Rathaus Essen – Hollestraße – Huttrop – Steele | 10/15      | 15       | 15       | |

### Busliniennetz

#### Tagnetz

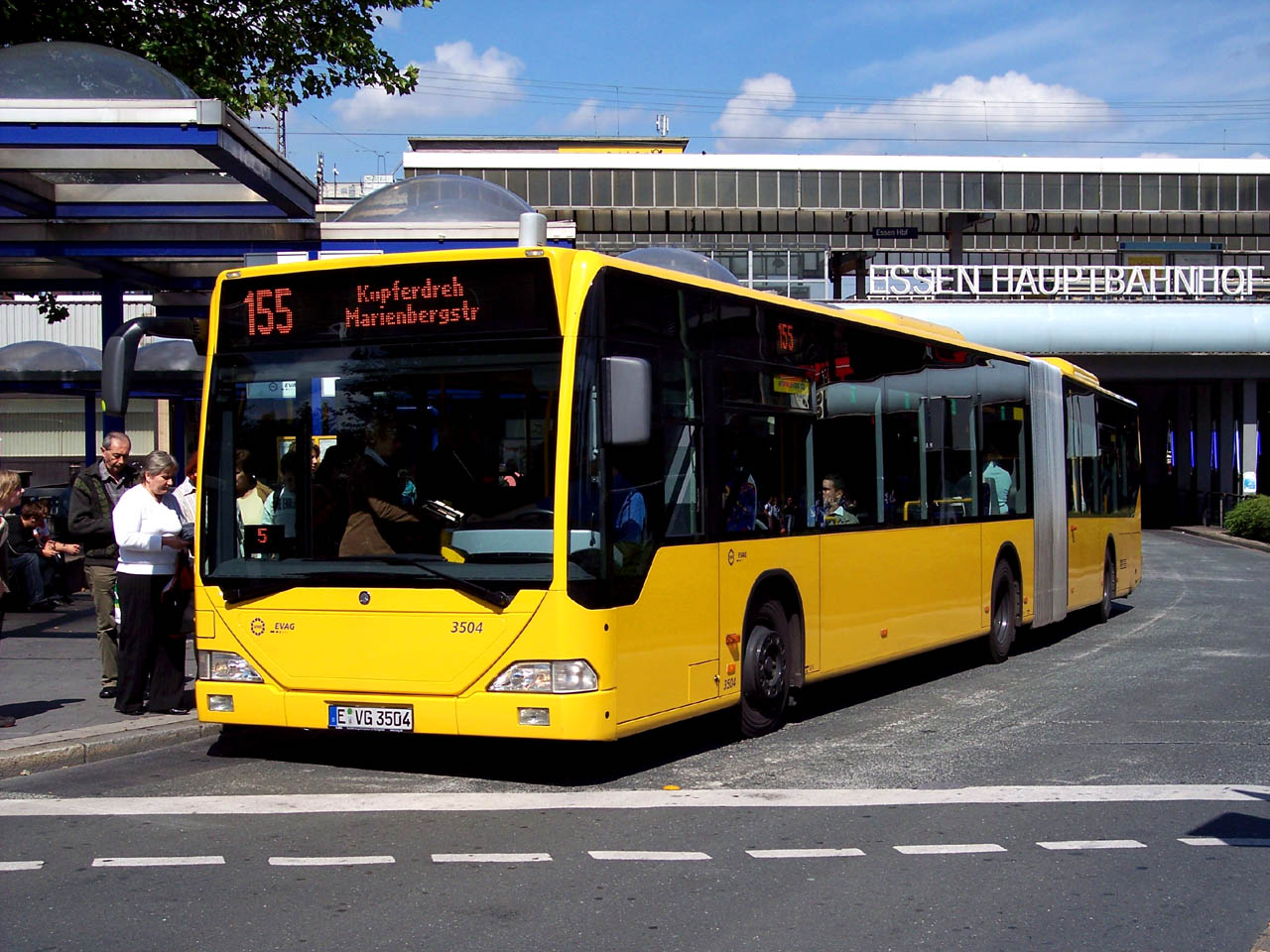
Bus der Tagnetz-Linie 155 am Essener Hauptbahnhof

Das Essener Busnetz hat keinen zentralen Verknüpfungspunkt – tatsächlich werden die Innenstadthaltestellen und der Hauptbahnhof im Tagnetz von relativ wenigen Buslinien angefahren. Es bestehen vielmehr mehrere Stadtteilknoten in Steele, Borbeck, Altenessen, Burgaltendorf, Werden, Kupferdreh, Stadtwald und Annental.
Die Busflotte wurde auch zwischen 2005 und 2009 sukzessive erneuert. Allerdings bestellte die EVAG nur noch die erste Serie selbst. Seit 2006 wurden sämtliche neuen Busse von meoline (der seinerzeitigen Fahrbetriebsgesellschaft der Städte Essen und Mülheim/Ruhr) erworben, wurden aber bei Abwicklung dieser Gesellschaft an die Mutterbetriebe überschrieben. Alle Neufahrzeuge sind vom Typ Mercedes-Benz Citaro. Die Fahrzeuge ab Baujahr 2008 besitzen eine Schutzscheibe, die den Fahrer vor Übergriffen schützen soll. 2010 wurde der Großteil an verbliebenen Altfahrzeugen ausgemustert.
| Linie   | Linienweg | Takt mo–fr          | Takt sa.            | Takt so.            |
| SB14    | SchnellBus: Essen Hbf – Stadtwald – Heisingen Baldeneysee                                                            | 30 7                |                     |                     |
| SB15    | SchnellBus: Essen Hbf – Überruhr – Burgaltendorf Burgruine                                                           | 10/20               | 15/30               | 30                  |
| 130     | Mülheim Hauptfriedhof – Flughafen Essen/Mülheim – Haarzopf – Rhein-Ruhr Zentrum                                      | 20/30               | 30                  | 30                  |
| 140     | Borbeck Bf – Altenessen – Stoppenberg Ernestinenstr.                                                                 | 20                  | 15/30               | 30                  |
| 141     | Heisingen Baldeneysee – Kupferdreh – Byfang / Burgaltendorf – HAT-Niederwenigern – Hattingen Mitte – Welper Markt 4  | 30                  | 30/60               | 60                  |
| 142     | Bth. Ruhrallee – Annental – Rüttenscheid – Messe/Gruga – Schuir – Kettwig                                            | 10/20               | 15/30               | 30                  |
| 143     | Borbeck Bf – Frintrop – Oberhausen Hbf – Marktstraße – Fröbelplatz 3                                                 | 20                  | 30                  | 30                  |
| 144     | Kray Nord Bf – Steele (– Überruhr – Stadtwaldplatz)                                                                  | 20/30               | 30                  | 60                  |
| 145     | Erbach – Heimatdank – Frohnhausen – Thea-Leymann-Str. – Essen Hbf – Stadtwald – Heisingen Baldeneysee                | 20                  | 30                  | 30                  |
| 146     | Leithe Wackenberg – Kray – Essen Hbf – Stadtwald – Heisingen Baldeneysee                                             | 20                  | 30                  | 30                  |
| 147     | Essen Hbf – Wasserturm – Kray Grimbergstr.                                                                           | 20                  | 30                  | 30                  |
| 151     | Mülheim Hbf – Mülheim Stadtmitte – MH-Mintard – E-Kettwig 1                                                          | 60                  | 60                  | 60                  |
| 154     | Beisen, Kraspothstr. – Schonnebeck – Essen Hbf – Bergerhausen                                                        | 20                  | 30                  | 30                  |
| 155     | GE-Rotthausen, Achternbergstr. – Schonnebeck – Essen Hbf – Bergerhausen – Kupferdreh Marienbergstr.                  | 20                  | 30                  | 30                  |
| 159     | Burgaltendorf, Burgruine – Hattingen, Schwimmbrücke                                                                  | 60                  | –                   | -                   |
| 160     | Stoppenberg, Ernestinenstr. – Frillendorf – Holsterhausen – Frohnhausen, Gervinusstr. – Altendorf – Borbeck Bf       | 20                  | 30                  | 30                  |
| 161     | Stoppenberg, Ernestinenstr. – Frillendorf – Holsterhausen – Frohnhausen – Altendorf                                  | 20                  | 30                  | 30                  |
| 162/172 | Ringlinien: Altenessen Karlsplatz – Altenessen Bf – Rahmviertel – Altenessen Karlsplatz                              | 20/30               | 30                  | 60                  |
| 164/184 | Ringlinien: Steele – Ruhrau – Hörsterfeld – Eiberg – Bergmannsfeld – Freisenbruch – Steele Ost – Steele              | 10                  | 15/30               | 30/60               |
| 166     | Dellwig Bf – Bergeborbeck – Essen Hbf – Steele – Burgaltendorf (– HAT-Niederwenigern)                                | 20/10/60            | 15/60               | 30/60               |
| 167     | Steele – Horst | 30 – 100            | 60                  | -                   |
| 169     | Margarethenhöhe – Bredeney – Werden – E-Heidhausen – Velbert ZOB 5                                                   | 10/20               | 15                  | 15/30               |
| 170     | Steele – Leithe – Kray – Schonnebeck – Katernberg – Altenessen – Borbeck Bf                                          | 10/20               | 15/30               | 30                  |
| 173     | Altenessen, Karlsplatz – Katernberger Markt                                                                          | 30/60               | 30/60               | 60                  |
| 174     | Steele – Freisenbruch – Bergmannsfeld – Eiberg Kirche                                                                | 10/20               | 30                  | 30                  |
| 175     | TaxiBus: Stadtwaldplatz – Augustinum                                                                                 | nur nach Bestellung | nur nach Bestellung | nur nach Bestellung |
| 177     | Steele – Überruhr – Kupferdreh, Altersheim                                                                           | 20                  | 15/30               | 30                  |
| 180     | Werden – Fischlaken – Kupferdreh – Burgaltendorf Burgruine                                                           | 30/20               | 30                  | 60/30               |
| 181     | Seelinie Werden Porthofplatz – Hügel/Regattahaus – Stadtwaldplatz – Heisingen Baldeneysee (nur in den Sommermonaten) | –                   | 30                  | 30                  |
| 183     | Altenessen Karlsplatz – Altenessen Bf – Stoppenberg – Beisen – Katernberger Markt                                    | 30/60               | 30/60               | 60                  |
| 185     | Borbeck Bf – Gerschede – Dellwig – E-Frintrop – OB-Neue Mitte                                                        | 20                  | 30                  | 30                  |
| 186     | BOT-Berliner Platz ZOB – Bottrop Hbf – E-Borbeck – Schönebeck – Altendorf Schölerpad                                 | 20                  | 30                  | 30                  |
| 190     | Kettwiger Markt – Werden – Heidhausen Ruhrlandklinik                                                                 | 30/60               | 30/60               | 60                  |
| 193     | Essen Hbf – Versorgungsamt                                                                                           | 30 6                | –                   | -                   |
| 194     | Gelsenkirchen Hbf – E-Kray – Steele – Stadtwald – Bredeney – Haarzopf Erbach 2                                       | 20                  | 15/30               | 30                  |
| 196     | Vogelheim, Hafenverwaltung – Bergeborbeck – Essen Hbf – Frohnhausen – Betriebshof Schweriner Str.                    | 20                  | 30                  | 60/30               |
| 348     | GE-Bulmke-Hüllen – Gelsenkirchen Hbf – Rotthausen – E-Beisen – Abzw. Katernberg 2                                    | 20                  | 30                  | 30                  |
| 363     | BO-Südfeldmark – Wattenscheid – BO-Höntrop – E-Freisenbruch – Steele 2                                               | 30                  | 30                  | -                   |

In Essen verkehrende Linien anderer öffentlicher Verkehrsunternehmen, die keine Gemeinschaftslinien (s. o.) sind (wie auch bei den EVAG- bzw. Gemeinschaftslinien werden die Fahrten z. T. durch Subunternehmer durchgeführt):
- SB16 Vestische im Gemeinschaftsverkehr mit dem BVR
- SB19, 189 Busverkehr Rheinland GmbH (BVR)
- 136, 138 Mülheimer VerkehrsGesellschaft (MVG)
- 263 Vestische Straßenbahnen GmbH
- 772, 774 Rheinbahn AG

#### Nachtliniennetz

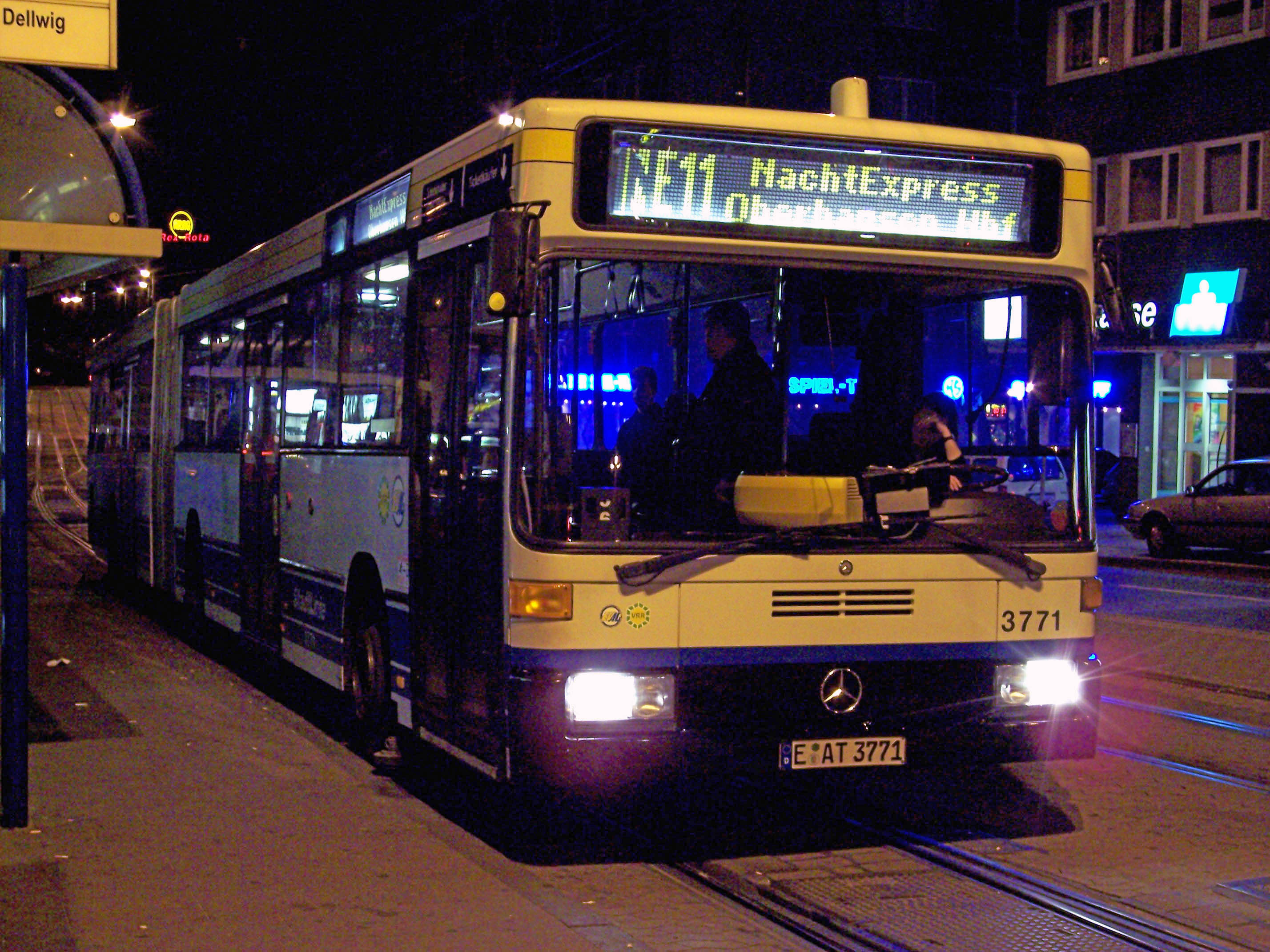
NachtExpress der Linie NE11 an der Helenenstraße

Die Wagen der Nachtexpresslinien fahren täglich um 23:30, 0:00, 0:30 und 1:30 Uhr sternförmig vom Hauptbahnhof in die Stadtteile; samstags zusätzlich um 2:30, 3:30, 4:30, 5:30, 6:00 und 6:30 Uhr (sonn- und feiertags bis 7:30 Uhr, jedoch ohne 6:00-Uhr-Fahrt). Die Rückfahrten in Richtung Hauptbahnhof sind so gelegt, dass sich alle Linien zwischen den Minuten 20′ und 25′ am Hauptbahnhof einfinden und ein Anschluss in alle Richtungen möglich ist. Nicht innerhalb dieser Sternfahrten verkehren die Linien NE14 und NE15, die als Halbring südlich um die Stadtmitte bzw. durch die nördlichen Stadtbezirke die äußeren Stadtteile direkt miteinander verbinden. Zur Feinerschließung werden die NE-Linien durch TaxiBusse ergänzt, zu denen an ausgewiesenen Haltestellen nach Anmeldung umgestiegen werden kann. Dieses sogenannte NachtNetz stellt den Essener ÖPNV-Nutzern am Wochenende rund um die Uhr ein relativ fein verzweigtes Nahverkehrsangebot zur Verfügung, mit dem fast alle Haltestellen im Netz erreicht werden können.
An Wochentagen gilt nach der Abfahrt um 1:30 Uhr ab Hauptbahnhof eine generelle Betriebsruhe bis 4:30 Uhr; das Nachtfahrplanangebot gilt auch vor Feiertagen.
| Linie  | Linienweg                                                                                                  |
| NE1    | Essen Hbf – Rathaus Essen – Altenessen – E-Karnap (– GE-Horst, Essener Str.) 1                             |
| TB1.1  | Altenessen Bf – Zangenstr. – Etterbach – Grabenstr.                                                        |
| TB1.2  | Karlstr. – Kirche Heßlerstr. – Köln-Mindener-Str. – Rathaus Altenessen                                     |
| NE2    | Essen Hbf – Rathaus Essen – Katernberg Hanielstr. (– GE-Feldmark, Trabrennbahn) 2                          |
| TB2.1  | Abzw. Katernberg – Saatbruchstr. – Schultenkamp                                                            |
| NE3    | Essen Hbf – Schonnebeck – Isinger Feld – Kray Rodenseelbrücke                                              |
| TB3.1  | E-Kellinghausstr. – GE-Achternbergstr. – E-Schönscheidtstr.                                                |
| NE4    | Essen Hbf – Frillendorf – Steele – Überruhr – Burgaltendorf Burgruine                                      |
| TB4.1  | E-Burgaltendorf Burgruine – HAT-Engels/Breddestr. – E-Nöckersberg                                          |
| NE5    | Essen Hbf – Huttrop – Steele – Freisenbruch – Bergmannsfeld – Hörsterfeld                                  |
| TB5.1  | Freisenbruchstr. – Wackenberg – Eiberg Kirche                                                              |
| NE6    | Essen Hbf – Bergerhausen – Rellinghausen – Überruhr – Kupferdreh Bf                                        |
| TB6.1  | Annental – Klinkestr. – Kunstwerkhütte – Grendplatz                                                        |
| TB6.2  | E-Kupferdreh Bf – HAT-Nasse – E-Grunewald                                                                  |
| TB6.3  | E-Kupferdreh Bf – Marienbergstr. – Dattenberg – Prinz-Friedrich-Str.                                       |
| NE7    | Essen Hbf – Stadtwald – Heisingen Baldeneysee                                                              |
| TB7.1  | Stadtwaldplatz – Zweigerstein – Stiftplatz                                                                 |
| TB7.2  | Heisingen Kirche – Rote Mühle – Kampmannbrücke – Satoriusstr.                                              |
| NE8    | Essen Hbf – Rüttenscheid – Bredeney – E-Werden – VEL-Birth – Velbert Willy-Brandt-Platz 3                  |
| TB8.1  | Frankenstr. – Zur Villa Hügel – Voßbuschstr.                                                               |
| TB8.2  | Werdener Markt – Fischlaken – Hespertal – Overhammshof                                                     |
| NE9    | Essen Hbf – Holsterhausen – Margarethenhöhe – Hatzper Str.                                                 |
| NE10   | Essen Hbf – E-Frohnhausen – MH-Rhein-Ruhr-Zentrum – E-Haarzopf                                             |
| TB10.1 | Gervinusstr. – Nöggerathstr. – Breilsort – Kleine Lehnbachstr.                                             |
| TB10.2 | E-Erbach – MH-Heimaterde – E-Fängershof – Tommesweg                                                        |
| NE11   | Essen Hbf – Rathaus Essen – Altendorf – E-Frintrop – OB-Neue Mitte – Oberhausen Hbf 4                      |
| TB11.1 | Bockmühle – Kesselstr. – Kampstr. – Roggenstr.                                                             |
| TB11.2 | Fliegenbusch – Antoniusstr. – Roßstr. – Schloß Borbeck                                                     |
| TB11.3 | Am Kreyenkrop – Stensbeckhof – E-Dümptener Str. – OB-Priestershof                                          |
| NE12   | Essen Hbf – Rathaus Essen – Altendorf – Bergeborbeck – Dellwig – Borbeck Bf                                |
| TB12.1 | Dellwig – Wertstr. – Unterfrintrop – Höhenweg                                                              |
| NE13   | Essen Hbf – Rüttenscheid – Schuir – Kettwig                                                                |
| NE14   | Bergeborbeck Bf – Altendorf – Frohnhausen – Holsterhausen – Rüttenscheid – Huttrop – Steele – Kray Nord Bf |
| NE15   | Borbeck Bf – Vogelheim – Altenessen – Katernberg – Schonnebeck – Kray Nord Bf                              |
| TB15.1 | Kleinstr. – Wildstr. – Karl-Legien-Str. – Hafenverwaltung                                                  |
| NE16   | Essen Hbf – Bergeborbeck – Dellwig – Bottrop Hbf – Bottrop Berliner Platz ZOB                              |

Außerdem verkehren je eine NE-Linie von MVG und BOGESTRA am Rande über Essener Stadtgebiet.

### Veränderungen

#### Anpassungen im Verkehrsangebot seit 2000
Dies waren konkret:
2000 – Frühverkehr an allen Tagen
mo–fr wurde das Angebot an Frühfahrten vor 5:30 Uhr ausgedünnt; samstags wurde der 20-Min-Takt vor 8 Uhr auf allen Linien durch einen allgemeinen 30-Min-Takt ersetzt, der Betriebsbeginn wurde auf 5 Uhr verlegt; sonntags wurde der gesamte Verkehr vor 8 Uhr gestrichen und durch die Nachtexpress-Fahrten ersetzt.
2000 – Taktbruch wochentags
mo–fr wurde der abendliche Taktbruch (Wechsel von 10- auf 15-Min-Takt, auf den U- und Straßenbahn-Linien, bzw. 20- auf 30-Min-Takt, auf den Buslinien) von 19:45 auf 19:00 Uhr vorverlegt.
2003 – Spätverkehr an allen Tagen
Einführung des täglichen Nachtnetzes ab 23:30 Uhr, der normale Linienverkehr nach 23 Uhr wurde gestrichen und durch Nachtexpress ersetzt.
2006 – neuer Samstagsplan
die Fahrten im Tagnetz bis 7 Uhr wurden gestrichen und durch Nachtexpress ersetzt; Umstellung des Taktrasters samstags tagsüber von 10/20 auf 15/30, dadurch aber auf einigen wenigen Linien auch eine Verdichtung des Angebotes
2010 – Frühverkehr wochentags
das Tagnetz bis 6 Uhr wird ausgedünnt, die dichten Tagestakte (10/20-Min) starten erst gegen ca. 6 Uhr
2015 – Taktbruch wochentags
mo–fr wurde der abendliche Taktbruch (Wechsel von 10- auf 15-Min-Takt, auf den U- und Straßenbahn-Linien) von 19:00 auf 18:30 bzw. 18:45 Uhr vorverlegt.

#### Fahrplanwechsel 2015
Am 19. Oktober 2014 wurde ein neuer Streckenabschnitt auf dem Berthold-Beitz-Boulevard bis zur Frohnhauser Straße eröffnet. Entsprechend wurde die Straßenbahn 109 verlegt. So entfallen die Haltestellen Kronenberg, Helenenstraße, Sälzerstraße und West  . Der Linienweg führt seitdem über die Haltestellen Frohnhauser Straße und Schederhofstraße. Zeitgleich mit der Inbetriebnahme der neuen Strecke wurden auch neue Straßenbahnen des Typs M8D-NF 2 von Bombardier eingeweiht, die seit dem 20. Oktober 2014 auch auf der Linie 109 im Linienbetrieb sind.
Um möglichst flächendeckend Niederflurbahnen einsetzen zu können, ist das gesamte Straßenbahnnetz ab 14. Juni 2015 neu geordnet worden: Die Verstärkerleistungen zwischen Bredeney und Katernberg fahren als Linie (107E, Hochflur), ebenso der Nordast der Linie 101 mit der Ringstrecke der 106 (Ringlinie 101/106); es entstanden eine kürzere Ganztags-Linie 107 und eine Linie 108 (Hochflur) zwischen Bredeney und Altenessen. Bis auf die Südstrecke, dem kurzen Abschnitt nach Altenessen Bahnhof und vereinzelte Kurse der Linie 107 (Bredeney – Essen Hbf – Katernberg: Hochflur; Essen Hbf – Gelsenkirchen: Niederflur) wird dann das gesamte Straßenbahnnetz der EVAG mit Niederflurbahnen bedient werden.
Durch die neue Linienführung der Linie 109 entstandene Parallelverkehre auf der Frohnhauser Straße (im Bereich Westviertel / Holsterhausen) werden durch eine Neuordnung der Buslinien in diesem Bereich und im weiteren Verlauf auch in Frohnhausen, Fulerum und Haarzopf reduziert.
Außerdem werden bei den Buslinien 154/155 und 160/161 die Taktverdichter samstags und sonntags, die bisher unter der Nummer und auf der Strecke der Hauptlinie (155 bzw. 160) fahren, unter der Linie und auf dem (abweichenden) Weg der (bisher) werktäglichen Verdichterlinie (154 bzw. 161) gefahren um hier eine Vereinheitlichung zu erreichen.
Die Umsetzung dieser Pläne war eigentlich zusammen mit der Streckeneröffnung der 109 geplant, verschob sich aber aufgrund auch politischer Verzögerung (auch in Mülheim) bis in den Sommer 2015. Seither ergeben sich folgende neue Linienverläufe:
| Linie | Linienweg | Takt mo–fr | Takt sa. | Takt so. |
| 101   | Borbeck Germaniaplatz > Bergeborbeck > Helenenstr. > Essen Hbf > Rüttenscheid > Helenenstr.                             | 10         | 15       | 15       |
| 106   | Gegenrichtung zur 101                                                                                                   | 10         | 15       | 15       |
| 107   | Gelsenkirchen Hbf – Feldmark – E-Katernberg – Abzweig Katernberg – Zollverein – Stoppenberg – Rathaus Essen – Essen Hbf | 20/10      | 30/15    | 30/15    |
| 107E  | Katernberg – Zollverein – Stoppenberg – Rathaus Essen – Essen Hbf – Bredeney                                            | 10 HVZ     | –        | -        |
| 108   | Altenessen Bf – Essen Hbf – Bredeney                                                                                    | 10         | 15       | 15       |

| Linie | Linienweg | Takt mo–fr | Takt sa. | Takt so. |
| 130   | MH-Rhein-Ruhr-Zentrum – E-Haarzopf – MH-Flughafen – MH-Hauptfriedhof                                                                 | 20         | 30       | 30       |
| 145   | Haarzopf, Erbach – Südwestfriedhof – Alfred-Krupp-Schule – Weststadt – Rathaus Essen – Essen Hbf – Stadtwald – Heisingen Baldeneysee | 20         | 30       | 30       |
| 147   | Essen Hbf – Kray Nord – Kray, Grimbergstr.                                                                                           | 20         | 30       | 30       |
| 154   | Beisen, Kraspothstr. – Schonnebeck – Essen Hbf – Bergerhausen                                                                        | 20         | 30       | 30       |
| 155   | GE-Rotthausen, Achternbergstr. – Schonnebeck – Essen Hbf – Bergerhausen – Kupferdreh, Marienbergstr.                                 | 20         | 30       | 30       |
| 160   | Stoppenberg, Ernestinenstr. – Frillendorf – Holsterhausen – Frohnhausen, Gervinusstr. – Altendorf – Borbeck Bf                       | 20         | 30       | 30       |
| 161   | Stoppenberg, Ernestinenstr. – Frillendorf – Holsterhausen – Frohnhausen – Altendorf                                                  | 20         | 30       | 30       |
| 196   | Vogelheim, Hafenverwaltung – Bergeborbeck – Essen Hbf – Harkortstraße – Alfred-Krupp-Schule – Betriebshof Schweriner Str.            | 20         | 30       | 60/30    |

(Änderungen in Fettdruck)

### Ausbaupläne im Schienennetz

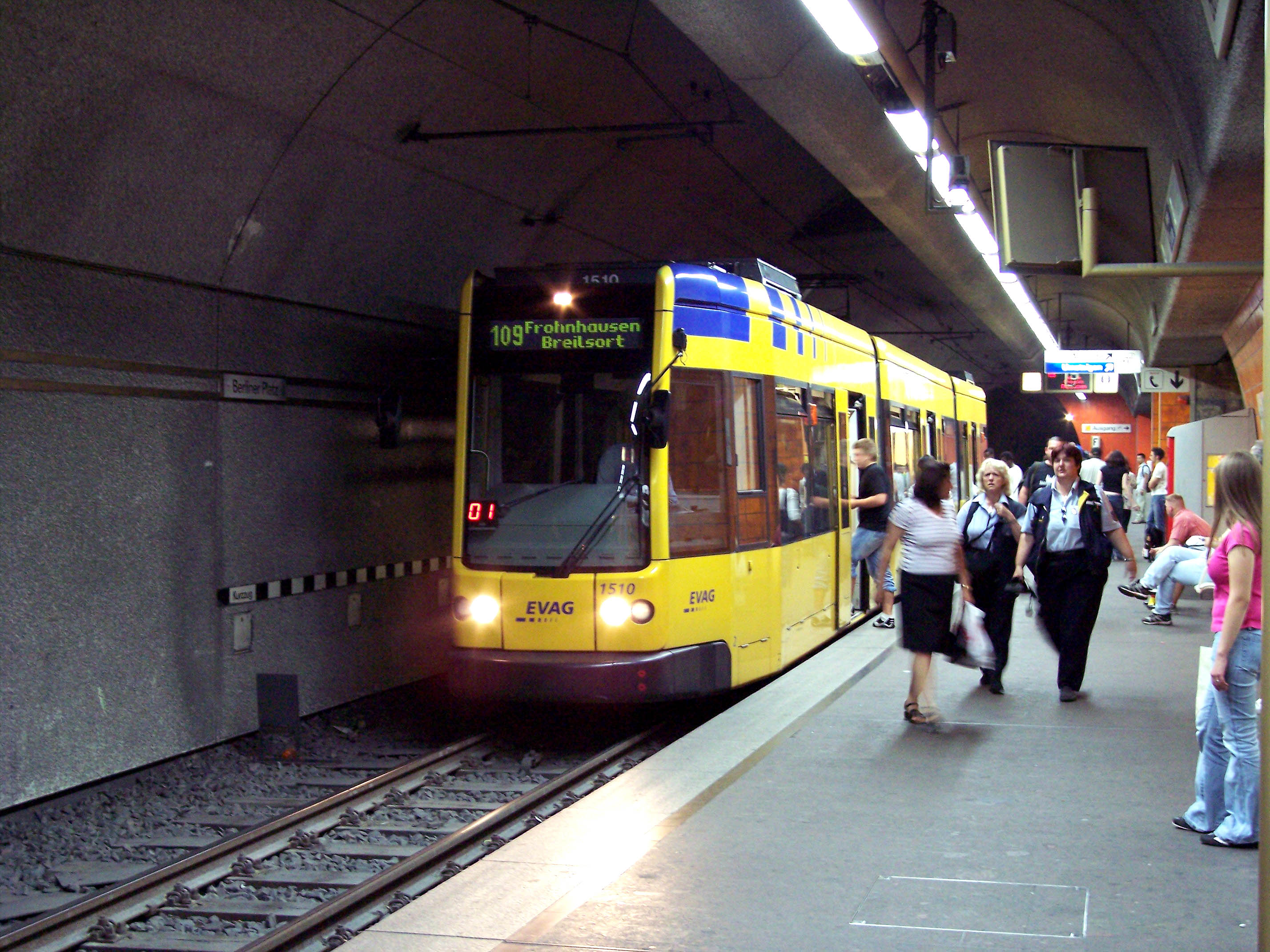
Niederflurwagen der Linie 109 auf der Ost-West-Spange im U-Bahnhof Berliner Platz

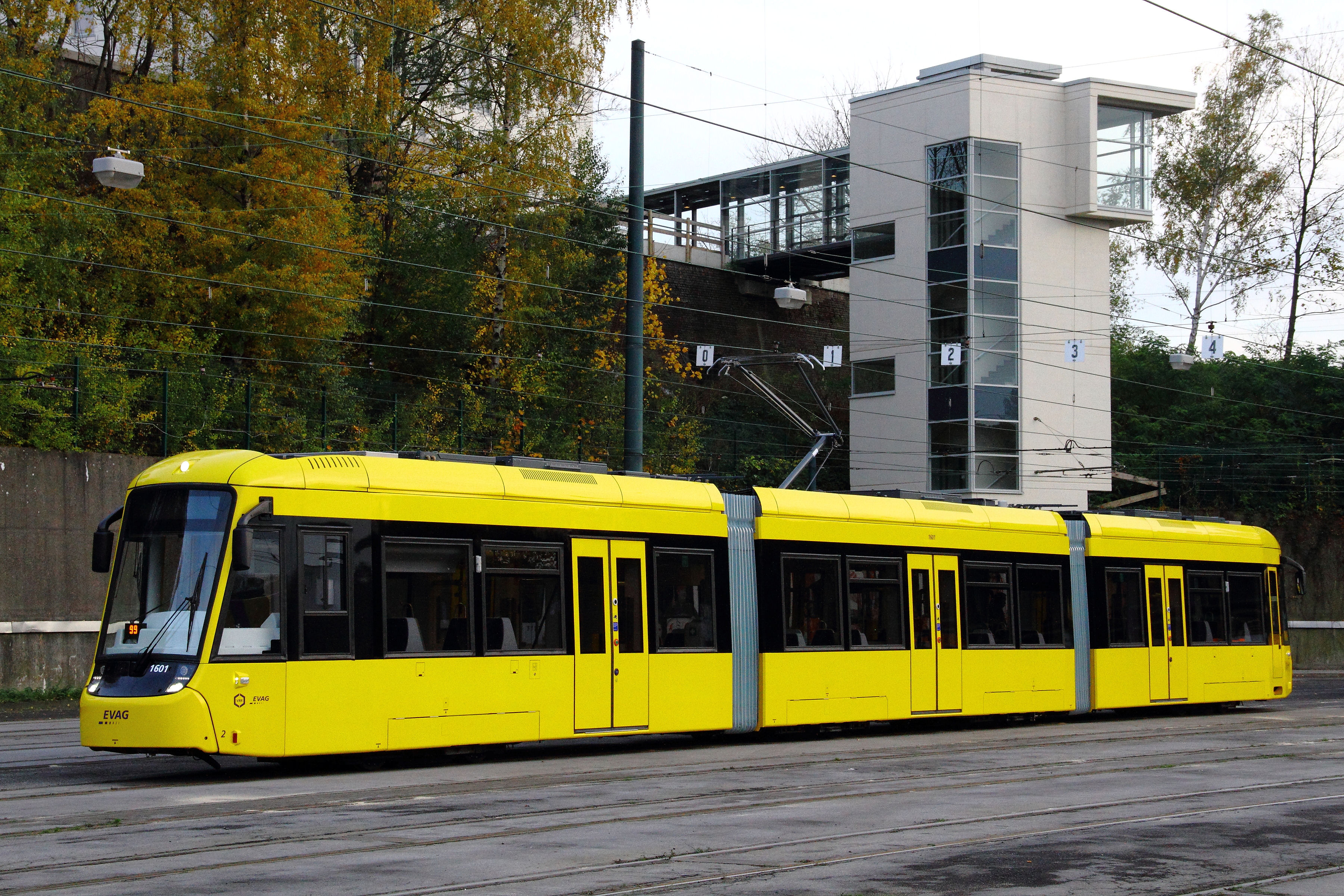
Tw 1601 vom Typ M8D-NF2, der seit 20. Oktober 2014 im Linieneinsatz ist

Im Stadtbahnbereich ist in Planung, die Linie U 17 oberirdisch um drei Stationen von Margarethenhöhe über die Karstadt-Hauptverwaltung hinaus bis zur Hatzper Straße jenseits der A 52 zu verlängern. Alternativ ist nach wie vor ein unterirdischer Ausbau der Messelinie U 11 über die Karstadt-Hauptverwaltung hinaus zum Messeparkplatz Lilienthalstr. im Gespräch, der auch Eingang in den neuen Nahverkehrsplan (2008–2012) gefunden hat.
Neuere Planungen projektieren auch eine Umstellung der vorhandenen Süd-Strecke nach Bredeney. Bis 2012 sollte dort der Stadtbahnbetrieb aufgenommen und der oberirdische Streckenteil auf Normalspur umgebaut werden. Die neue Linie U 12 hätte dann von Bredeney bis Hauptbahnhof die Straßenbahn ersetzt. Allerdings waren dafür mehrere Varianten denkbar, die allesamt ihre Schwächen hatten und geprüft wurden. Die erste Variante sah eine vollständige Umspurung der Strecke bis Bredeney, aber nur den Einsatz von Einfachtraktion vor, was keine Verbesserung, sondern eher eine Angebotseinschränkung mit sich gebracht hätte. Die zweite Variante sah das Auflassen der Strecke ab der Haltestelle Alfredusbad und den Betrieb mit Doppeltraktion vor. Damit hätte eine vielfrequentierte Straßenbahnstrecke abgebaut und auf Busbetrieb umgestellt werden müssen. Möglich wäre überdies auch der Einsatz einer neuen Linie 108 (Altenessen Bf – Bredeney) mit vorhandenen Klapptrittstufen-Fahrzeugen gewesen, die die Hochbahnsteige an den U-Bahnhöfen der Südstrecke zunächst unangetastet gelassen hätte – sie wäre aber auch nur ein Provisorium geblieben. Eine weitere Möglichkeit bestand darin, eine Teilabsenkung der Bahnsteige durchzuführen. Die bisherigen Linien würden dann wie gewohnt weiterbetrieben werden. Allerdings wäre damit weder eine Doppeltraktion auf den Linien 101 und 107 noch eine Dreifachtraktion auf der U 11 möglich. Die radikalste Variante sah den Rückbau der Hochbahnsteige auf Niederflurniveau auf der Südstrecke vor, so dass dort nur noch Niederflurfahrzeuge (auch in Doppeltraktion) hätten verkehren können. Der Abzweig zur Messe hätte dann mit einer Straßenbahnlinie versorgt werden müssen. Damit wäre dann jedoch die leistungsstärkste U-Bahn-Linie U 11 aus dem Netz verschwunden.
Nachdem die EVAG bekanntgegeben hatte, den Ausbau der U 12 vorantreiben zu wollen, folgte aus dem Essener Rathaus die Aussage, die Teilabsenkung vorzuziehen. Wenige Tage danach schwenkte die EVAG um und will nach aktuellem Stand nun den Hochbahnsteigteil auf 60 Meter begrenzen und einen neuen Niederflurteil von 30 Meter Länge errichten. Dreifachtraktionen auf der U 11 im Messeverkehr wären dann höchstens noch als Expresslinie ohne Halt an den Haltestellen Philharmonie, Rüttenscheider Stern und Martinstraße möglich. Allerdings werden nach der Linienumstellung im Januar 2010 auf keiner U-Bahn-Linie in Essen mehr reguläre Dreifachtraktionen verkehren können, da jede Linie teilweise Bahnsteige von nur 60 m Länge anfahren wird.
Am 26. November 2008 beschloss der Stadtrat endgültig den Umbau der Südstrecke nach Bredeney auf Niederflurtechnik. Damit wurden erstmals Fakten für den Erhalt der Meterspur auf diesem Abschnitt geschaffen. Schon kurz nach dem Beschluss wurden die ersten Gleisbauarbeiten an der oberirdischen Strecke durchgeführt. Bis 2013 sollten nun auch die Bahnsteige im Tunnel auf der Südstrecke für die Niederflurwagen angepasst werden, was aber aufgrund der Finanzlage der auf die Zeit nach 2020 verschoben wurde.

## Weitere Informationen

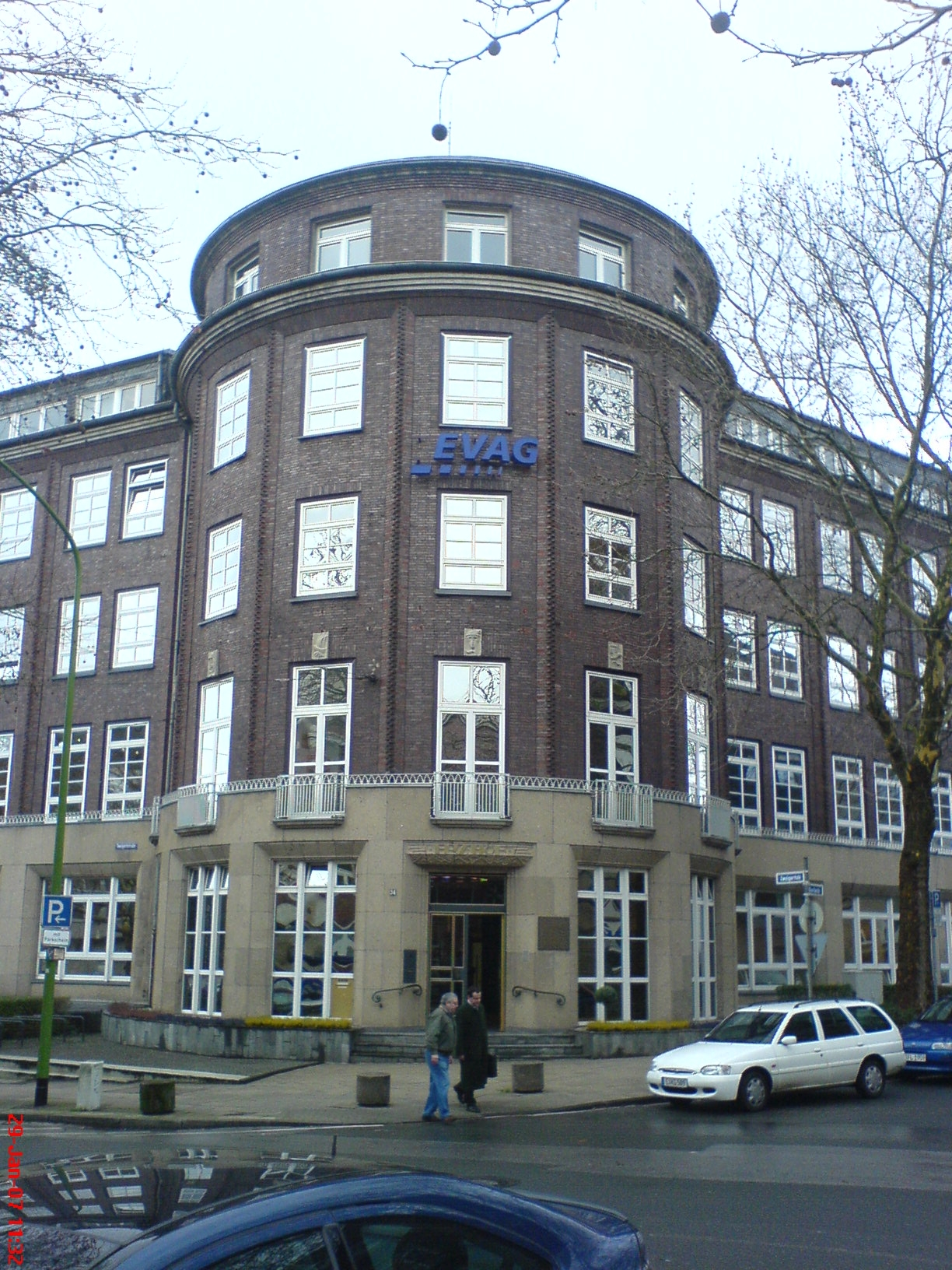
Verwaltungssitz Erzhof in der Zweigertstraße

- Bis in die 1990er Jahre bekamen die Busse ein Kfz-Kennzeichen nach dem Muster E-AT 956, wobei die letzten beiden Ziffern normalerweise mit den Endziffern der Ordnungsnummer des Wagens übereinstimmten. Mit Einführung der vierstelligen Kennzeichenziffern in Essen wurde die Ordnungsnummer ins Kennzeichen übernommen (z. B. E-AT 3761). Der Wortwitz mit dem englischen Verb to eat = essen entfiel Mitte der 1990er Jahre, als die Fahrzeuge „wild“ auf alle möglichen Buchstabenkombinationen zugelassen wurden. Seit 1999 werden die Busse auf E-VG Wagennr. zugelassen.
- In den 1990er Jahren wurde ein Luxusbus („Alpha-Liner“) in Betrieb gestellt, der als Konferenzbus angemietet werden kann und während des Meetings die Stadt befährt. Dieser Konferenzbus ist ein Kässbohrer Setra 315 HD und trägt die Wagen-Nr. 3901 (amtl. Kennzeichen E-VV 3901).

Während des EU-Gipfels im Dezember 1994 diente dieser Bus zum Transport der Staats- und Regierungschefs der EU-Staaten.
- Im Farbschema der Bahnen und Busse finden sich seit Mitte der 1970er Jahre die Farben gelb und blau (Stadtfarben) in verschiedenen Versionen wieder. Das aktuelle, seit 1998 gültige Farbschema sieht eine ginstergelbe Grundlackierung mit blauen „Powerstrips“ an der Dachkante und ebenfalls blauen Beschriftungen vor. Zum Zwecke eines einheitlichen Unternehmensauftritts und deutlicher Markenpositionierung wurden (und werden nach und nach immer noch) die neuen Symbole und Schriften an Fahrzeugen, Kundencentern u. Ä. angebracht. Ein Großteil der Umstellung ist bereits vollzogen. Seit 2011 entfallen die Powerstrips an neu angeschafften Fahrzeugen, zudem wurde der Gelbton auf Rapsgelb und der Blauton auf Ultramarin Blau umgestellt. Dies erfolgte vor allem aus Kostengründen und um die Fahrzeuge mit der Mülheimer Verkehrsgesellschaft untereinander tauschen zu können.
- Ebenfalls seit 1998 neu: Der Schriftzug „Wir bewegen Essen“ sowie der graphisch neugestaltete Name EVAG ersetzen das bisherige runde Logo.
- Die Erfurter Verkehrsbetriebe und die Emder Verkehrsgesellschaft AG[6] firmieren ebenfalls als EVAG.
- Seit 2009 werden an einigen Haltestellen (z. B. Martinstraße, Borbeck Bahnhof usw.) Lumino-Anzeigen angebracht.
- 2012 löste das Unternehmen Erheiterung aus, als es gegen eine Satire-Seite einen Tweet mit dem Text „Bitte keine Hashtag-Nennungen mit der EVAG bitte. Letzte Warnung.“ verbreitete. Der Vorgang gilt als Beispiel für den Streisand-Effekt.[7]